# Attila Horváth
Attila Horváth (Kőszeg, 28 luglio 1967 – Szombathely, 13 novembre 2020) è stato un discobolo ungherese.

## Biografia
Vincitore di un bronzo ai mondiali di Tokyo 1991, prese parte anche alle Olimpiadi del 1992 e del 1996, classificandosi rispettivamente quinto e decimo.
È morto il 13 novembre 2020, dopo essere risultato positivo al Covid-19.

## Palmarès
| Anno | Manifestazione    | Sede       | Evento           | Risultato | Misura  | Note |
| ---- | ----------------- | ---------- | ---------------- | --------- | ------- | ---- |
| 1985 | Europei juniores  | Cottbus    | Lancio del disco | Oro       | 60,02 m |      |
| 1986 | Mondiali juniores | Atene      | Lancio del disco | 5º        | 58,04 m |      |
| 1990 | Europei           | Spalato    | Lancio del disco | 8º        | 62,08 m |      |
| 1991 | Mondiali          | Tokyo      | Lancio del disco | Bronzo    | 65,32 m |      |
| 1992 | Olimpiadi         | Barcellona | Lancio del disco | 5º        | 62,82 m |      |
| 1994 | Europei           | Helsinki   | Lancio del disco | 5º        | 63,60 m |      |
| 1995 | Mondiali          | Göteborg   | Lancio del disco | 4º        | 65,72 m |      |
| 1996 | Olimpiadi         | Atlanta    | Lancio del disco | 10º       | 62,28 m |      |
| 1997 | Mondiali          | Atene      | Lancio del disco | 30º       | 57,72 m |      |
| 1999 | Mondiali          | Siviglia   | Lancio del disco | 32º       | 56,83 m |      |